# Missa Brevis Sancti Joannis de Deo
De Missa brevis Sancti Joannis de Deo, ook Kleine Orgelmis of Kleine Orgelsolomesse (Hob. XXII:7), is een midden jaren zeventig van de 18e eeuw door Joseph Haydn gecomponeerde missa brevis.
Tegen zijn gebruik in heeft Haydn de mis niet gedateerd. Het werk is rond 1750 geschreven en zeker niet later dan 1780.
Haydn schreef in totaal 14 missen (zie Missen van Joseph Haydn). De Kleine Orgelmis is de zevende mis die hij componeerde.

## Titel
- De titel Joannis de Deo (Johannes de Deo) is een verwijzing naar de beschermheilige van de Barmherzige Brüder, een religieuze orde die in veel steden in Oostenrijk, waaronder Eisenstadt, was gevestigd. De feestdag van Johannes van God is op 8 maart; waarschijnlijk is de mis voor het eerst op die datum uitgevoerd[1].
- De begeleiding door obligaat orgel in het Benedictus in het Sanctus gaf de mis de bijnaam Kleine Orgelmis(in tegenstelling tot Haydns Grote Orgelmis)

## Compositie
De mis is geschreven voor een kleine bezetting van koor (waaruit ook de sopraansolist komt), twee violen en continuo. Zowel de vocale als de instrumentale partijen zouden door één uitvoerende per partij uitgevoerd kunnen zijn of kunnen worden.
De mis is geschreven voor een normale dienst en niet voor een belangrijke religieuze feestdag. De mis volgt het standaardgebruik bij een missa brevis door onderdelen van de langste delen van het ordinarium, het Gloria en het Credo, tegelijkertijd te laten zingen. Zo kan in een kwart van de normale tijd door de tekst worden gegaan.
Door in de andere delen een rustige benadering te kiezen weet Haydn een gejaagd effect te voorkomen: het openingsdeel is in een adagiotempo geschreven, evenals het slotdeel. Het contemplatieve karakter in het slotdeel wordt door het adagiotempo en door de gebruikelijke scheiding tussen Agnus Dei en het Dona nobis pacem achterwege te laten, benadrukt.
De muziek voor het amen aan het eind van het Gloria en het Credo is hetzelfde, wat voor een samenhang tussen de delen zorgt.
Voor het Benedictus uit het Sanctus schreef Haydn een sopraanaria met begeleiding van obligaat orgel en strijkers. Dit gaf de mis de bijnaam Kleine Orgelmis.

## Gebruik
De kleine bezetting maakt de mis goed bruikbaar voor uitvoeringen. De mis circuleerde breed in Oostenrijk tijdens Haydns leven, vaak met instrumenten toegevoegd door een plaatselijke componist. Michael Haydn, Haydns jongere broer, schreef een uitgebreide versie van het Gloria en ook deze versie was wijdverbreid. Later maakte Ferdinand Habel ook een uitgebreide versie van het Gloria.

## Geselecteerde discografie
- Missa brevis Sancti Joannis de Deo, Solisten, Tölzer Knabenchor, L'Archibudelli en Tafelmusik o.l.v. Bruno Weil (met de Missa 'Sunt bona mixta malis' en kleinere religieuze werken)(Sony Vivarte, SK 53 368)